# Ciprià I
Ciprià I (en grec Κυπριανός) va ser patriarca de Constantinoble dues vegades, la primera del 1707 al 1709 i la segona els anys 1713 i 1714.
Va ser metropolità de Cesarea de Capadòcia i va succeir en el tron patriarcal a Neòfit V que havia estat deposat, el 25 d'octubre de 1707. Va voler imposar una vida austera al clergat, i es conserva una encíclica seva que prohibia als sacerdots de portar robes brillants (μὴ λαμπραῖς ἐσθῆσι χρῆσθαι τοῖς ἱερωμένοις 'Me lamprais esthesi chrestai tois ieromenois'). Això li va crear molts enemics i va ser deposat el mes de maig de 1709. Va ser enviat al Monestir de Vatopedi al Mont Atos. L'any 1713 va ser reelegit, però no va poder pagar els 25.000 akçe que li exigia la Sublim Porta per confirmar-lo en el càrrec, i el van obligar a dimitir el mes de febrer de 1714.